# Schweighofen
Schweighofen est une municipalité de la Verbandsgemeinde Bad Bergzabern, dans l'arrondissement de la Route-du-Vin-du-Sud, en Rhénanie-Palatinat, dans l'ouest de l'Allemagne.